# A lyga (2013)
Sezon 2013 był 24. edycją najwyższej klasy rozgrywkowej piłki nożnej na Litwie. Od sezonu 2013 liga nosi nazwę sponsorską "SMScredit.lt A lyga" i posiada nowe logo. W lidze występowało 9 drużyn, a nie tak jak w sezonie 2012, 10 zespołów, dlatego z I lyga nie awansował żaden zespół. Zespoły grają ze sobą cztery razy, dwa razy w domu i dwa razy na wyjeździe. Sezon rozpoczął się 9 marca, pierwszy mecz został rozegrany o godzinie 14:00 czasu lokalnego (13:00 czasu polskiego) na stadionie "Stadion im. S. Dariusa i Girėnasa w Kownie. Wybrane mecze były transmitowane w telewizji na kanałach nadawcy publicznego LRT. Mecze można było oglądać na kanałach LRT Televizija i LRT Lituanica, dzięki transmisji meczów na kanale LRT Lituanica. A lyga jest dostępna za granicą m.in. w Polsce.

## Drużyny
| Uczestnicy poprzedniej edycji                                                                                 | Uczestnicy poprzedniej edycji | Uczestnicy poprzedniej edycji | Uczestnicy poprzedniej edycji |
| --- | ----------------------------- | ----------------------------- | ----------------------------- |
| EKR | Ekranas Poniewież             | 1                             |                               |
| ŽAL | Žalgiris Wilno                | 2                             |                               |
| SŪD | Sūduva Mariampol              | 3                             |                               |
| KRU | Kruoja Pokroje                | 4                             |                               |
| SZA | FK Szawle                     | 5                             |                               |
| BAN | Banga Gorżdy                  | 6                             |                               |
| DAI | Dainava Olita                 | 7                             |                               |
| ATL | Atlantas Kłajpeda             | 8                             |                               |
| TAU | Tauras Taurogi                | 9                             |                               |
| Oznaczenia: - kolumna pierwsza – skróty nazw drużyn, - kolumna trzecia – miejsce zajęte w poprzednim sezonie. |                               |                               |                               |

* Mistrz I lyga (2 poziom rozgrywkowy) w sezonie 2012 Lietava Janów nie otrzymał licencji na grę w litewskiej ekstraklasie.

## Rozgrywki

### Tabela
| Lp. | Drużyna           | M  | Z  | R | P  | Bramki | Bramki | Różn. | Pkt | Uwagi                                        |
| --- | ----------------- | -- | -- | - | -- | ------ | ------ | ----- | --- | -------------------------------------------- |
| 1   | Žalgiris Wilno    | 32 | 22 | 7 | 3  | 77     | 19     | +58   | 73  | Liga Mistrzów UEFA • II runda kwalifikacyjna |
| 2   | Atlantas Kłajpeda | 32 | 22 | 5 | 5  | 64     | 23     | +41   | 71  | Liga Europy UEFA • I runda kwalifikacyjna    |
| 3   | Ekranas Poniewież | 32 | 20 | 4 | 8  | 58     | 34     | +24   | 64  | Liga Europy UEFA • I runda kwalifikacyjna    |
| 4   | Sūduva Mariampol  | 32 | 18 | 8 | 6  | 73     | 33     | +40   | 62  |                                              |
| 5   | Kruoja Pokroje    | 32 | 13 | 9 | 10 | 46     | 47     | −1    | 48  |                                              |
| 6   | Banga Gorżdy      | 32 | 10 | 5 | 17 | 39     | 56     | −17   | 35  |                                              |
| 7   | FK Szawle         | 32 | 6  | 7 | 19 | 34     | 65     | −31   | 25  |                                              |
| 8   | Dainava Olita     | 32 | 4  | 5 | 23 | 27     | 74     | −47   | 17  |                                              |
| 9   | Tauras Taurogi    | 32 | 3  | 2 | 27 | 25     | 92     | −67   | 11  |                                              |

Do rozgrywek UEFA Europa League II runda kwalifikacyjna, kwalifikuje się też zwycięzca Pucharu Litwy 2013/2014

## Wyniki

### Pierwsza część sezonu
| Gospodarz \ Gość  | ATL | BAN | EKR | KRU | SŪD | SZA | TAU | DAI | ŽAL |
| Atlantas Kłajpeda |     | 3:0 | 6:1 | 1:1 | 2:0 | 2:2 | 1:3 | 4:0 | 0:1 |
| Banga Gorżdy      | 0:1 |     | 4:1 | 0:2 | 0:0 | 1:2 | 1:1 | 2:0 | 1:5 |
| Dainava Olita     | 1:2 | 3:0 |     | 1:3 | 1:1 | 1:3 | 1:2 | 2:1 | 0:3 |
| Ekranas Poniewież | 1:2 | 4:1 | 2:1 |     | 6:2 | 2:2 | 2:1 | 2:1 | 0:3 |
| Kruoja Pokroje    | 2:0 | 4:0 | 2:0 | 0:1 |     | 0:2 | 1:1 | 2:3 | 0:0 |
| Sūduva Mariampol  | 0:1 | 2:1 | 4:0 | 0:1 | 0:1 |     | 0:0 | 3:0 | 0:5 |
| FK Szawle         | 0:1 | 1:4 | 1:5 | 1:4 | 3:4 | 1:1 |     | 4:2 | 1:1 |
| Tauras Taurogi    | 0:1 | 1:4 | 0:0 | 0:3 | 1:2 | 1:6 | 0:2 |     | 0:7 |
| Žalgiris Wilno    | 1:2 | 4:2 | 7:0 | 2:0 | 4:0 | 2:0 | 1:0 | 1:0 |     |

Aktualne na 16 stycznia 2014. Źródło: interia.pl
Objaśnienia:
1Drużyna gospodarzy jest wymieniona po lewej stronie tabeli.
Kolory: zielony – zwycięstwo gospodarzy, żółty – remis, różowy – zwycięstwo gości.

### Druga część sezonu
| Gospodarz \ Gość  | ATL | BAN | EKR | KRU | SŪD | SZA | TAU | DAI | ŽAL |
| Atlantas Kłajpeda |     | 1:1 | 4:1 | 1:0 | 3:1 | 3:2 | 3:0 | 3:0 | 3:1 |
| Banga Gorżdy      | 0:0 |     | 2:1 | 1:2 | 1:3 | 0:3 | 3:0 | 5:0 | 1:1 |
| Dainava Olita     | 0:5 | 0:1 |     | 0:3 | 1:1 | 0:5 | 0:1 | 1:3 | 0:1 |
| Ekranas Poniewież | 1:0 | 2:0 | 2:1 |     | 1:3 | 1:3 | 3:1 | 5:0 | 1:1 |
| Kruoja Pokroje    | 1:2 | 1:0 | 0:0 | 1:0 |     | 2:4 | 0:0 | 2:1 | 0:0 |
| Sūduva Mariampol  | 1:1 | 2:0 | 4:0 | 0:0 | 4:0 |     | 3:0 | 3:1 | 1:1 |
| FK Szawle         | 0:1 | 0:1 | 0:0 | 1:2 | 2:5 | 1:5 |     | 3:1 | 2:4 |
| Tauras Taurogi    | 0:5 | 1:2 | 0:4 | 0:1 | 2:3 | 3:3 | 3:1 |     | 0:3 |
| Žalgiris Wilno    | 1:0 | 5:0 | 1:0 | 3:0 | 2:2 | 1:3 | 2:0 | 3:0 |     |

Aktualne na 16 stycznia 2014. Źródło: interia.pl
Objaśnienia:
1Drużyna gospodarzy jest wymieniona po lewej stronie tabeli.
Kolory: zielony – zwycięstwo gospodarzy, żółty – remis, różowy – zwycięstwo gości.

## Najlepsi strzelcy
| Bramki | Strzelcy           | Drużyna           |
| ------ | ------------------ | ----------------- |
| 27     | Nerijus Valskis    | Sūduva Mariampol  |
| 21     | Evaldas Razulis    | Atlantas Kłajpeda |
| 21     | Kamil Biliński     | Žalgiris Wilno    |
| 14     | Aurelijus Staponka | Banga Gorżdy      |
| 13     | Arsenij Buinickij  | Ekranas Poniewież |
| 13     | Ričardas Beniušis  | Kruoja Pokroje    |
| 11     | Mantas Kuklys      | Žalgiris Wilno    |

Aktualne na: 16 stycznia 2014 (15:15). Źródło: uefa.com

## Stadiony
| Klub              | Miasto    | Stadion              | Pojemność |
| ----------------- | --------- | -------------------- | --------- |
| Atlantas Kłajpeda | Kłajpeda  | Stadion Centralny    | 04 940    |
| Banga Gorżdy      | Gorżdy    | Stadion Miejski      | 02 300    |
| Dainava Olita     | Olita     | Stadion Miejski      | 03 748    |
| Ekranas Poniewież | Poniewież | Aukštaitijos Stadion | 04 000    |
| Kruoja Pokroje    | Pokroje   | Stadion Miejski      | 02 000    |
| Sūduva Mariampol  | Mariampol | ARVI Futbolo Arena   | 06 250    |
| FK Szawle         | Szawle    | Savivaldybė Stadion  | 03 000    |
| Tauras Taurogi    | Taurogi   | Vytauto Stadion      | 03 200    |
| Žalgiris Wilno    | Wilno     | LFF Stadion          | 05 422    |